# Josef Hofer
Pour les articles homonymes, voir Hofer.
Josef Hofer, né le 17 mars 1945 à Wegscheid en Bavière, est un artiste d’art brut autrichien.

## Biographie
Josef Hofer est né en 1945 en Bavière. Lui et son frère Walter, né cinq ans plus tôt, souffrent d’un retard mental, de difficultés d’audition et d’élocution. Josef Hofer souffre également d’une mobilité limitée et ne parle presque pas. Leurs parents les élèvent dans une ferme en Haute Autriche et ne les scolarisent pas.
En 1982, le père d’Hofer meurt et sa mère part vivre à Kirchlag avec ses fils. Dès 1985, Josef Hofer fréquente l’hôpital de jour de Linz et, en 1992, il intègre l’institution de Ried, à Innkreis, en Autriche. Là, Élisabeth Telsnig, historienne de l’art et qui collabore à des ateliers pour handicapés mentaux, rencontre Hofer en 1997, découvre son goût pour le dessin et l’encourage dans cette voie. À partir de 1998, l’œuvre d’Hofer est conservée.

## Œuvre
Selon les témoignages, Josef Hofer dessinait déjà enfant, il « recopiait des livres d’images » et représentait « son environnement immédiat, la vie paysanne, les chevaux, les chars, les outils, la vannerie, les machines agricoles ». Néanmoins aucun dessin de cette époque n’a été conservé. Ce n’est qu’en 1998, grâce à l’intervention d’Élisabeth Telsnig, que sa production a été systématiquement préservée. À partir de 2001, Hofer dessine principalement des autoportraits en pied, déshabillés. « Il entoure ses nus avec des cadres, comme pour former un cocon protecteur. Frontaux, crus, le sexe rehaussé de rouge, ses corps sont souvent sans pieds ni tête ou alors contraints dans l'espace restant ». Michel Thévoz relie ce phénomène à deux évènements : l’achat d’un miroir dans lequel il s’observe plusieurs heures par jour et la découverte d’un album de quatre photographes américains qui traitent du nu masculin. Le sexe masculin est amplement représenté et l’onanisme est un des sujets récurrents de l’œuvre d'Hofer.
Elisabeth Telsnig décrit sa méthode de travail comme suit : « Il parcourt l'atelier en riant, saisit immédiatement son matériel, un crayon noir, des crayons de couleur, une gomme et un taille-crayon, et travaille de façon autonome avec une grande persévérance [...] Il gomme souvent, cherche sans cesse de meilleures positions pour ses figures ou des constructions plus précises pour ses machines. Il m'annonce clairement quand il considère son travail comme terminé, toujours en riant, et m'explique par signes le degré d'achèvement du dessin ».

## Expositions
Par le biais d’Élisabeth Telsnig, la Collection de l'art brut à Lausanne possède une centaine d’œuvres de cet artiste ; ce musée lui a consacré une première rétrospective en 2003 et une seconde en 2012.
Hofer a également été exposé en 2008 par la galerie Am Stein en Autriche et par la galerie Christian Berst à Paris en 2008, en 2011-2012, en 2015 et en 2016.